# Liou Chuan-jüan
Liou Chuan-jüan (čínsky pchin-jinem Liú Huānyuán, znaky 刘欢缘; * 19. března 1983 Su-čchien) je bývalá čínská zápasnice – judistka.

## Sportovní kariéra
S judem začínala ve 14 letech v Nankingu. Připravovala se pod vedením trenéra Liou Ťia-linga. S výškou 196 cm patřila k nejvyšším vrcholovým judistkám své doby. V čínské ženské reprezentaci se pohybovala od roku 2003 v těžké váze nad 78 kg. Kvůli vysoké domácí konkurenci a především kvůli fenomenální krajance Tchung Wen startovala v neolympijské disciplíně bez rozdílu vah. V roce 2004 a 2008 dostaly v nominaci na olympijské hry přednost soupeřky. V disciplíně bez rozdílu vah vybojovala v letech 2006 a 2010 vítězství na Asijských hrách. Sportovní kariéru ukončila po nevydařené kvalifikaci na olympijské hry v Londýně v roce 2012.

### Vítězství
- 2004 – 1x světový pohár (Paříž)
- 2009 – 1x světový pohár (Hamburk)
- 2010 – 3x světový pohár (Bukurešť, Tallinn, Abú Zabí)

## Výsledky

### Váhové kategorie
| Turnaj            | 2003       | 2004       | 2005       | 2006       | 2007       | 2008       | 2009       | 2010       |
| Turnaj            | 20         | 21         | 22         | 23         | 24         | 25         | 26         | 27         |
| Turnaj            | těžká váha | těžká váha | těžká váha | těžká váha | těžká váha | těžká váha | těžká váha | těžká váha |
| ----------------- | ---------- | ---------- | ---------- | ---------- | ---------- | ---------- | ---------- | ---------- |
| Olympijské hry    |            | —          |            |            |            | —          |            |            |
| Mistrovství světa | —          |            | —          |            | —          |            | —          | 5.         |
| Asijské hry       |            |            |            | —          |            |            |            | —          |
| Mistrovství Asie  | 1.         | —          | —          |            | —          | —          | —          |            |
| Univerziáda       | —          |            |            |            | —          |            | —          |            |
| Akademické MS     |            | —          |            | —          |            |            |            |            |

### Bez rozdílu vah
| Turnaj            | 2003 | 2004 | 2005 | 2006 | 2007 | 2008 | 2009 | 2010 |
| Turnaj            | 20   | 21   | 22   | 23   | 24   | 25   | 26   | 27   |
| ----------------- | ---- | ---- | ---- | ---- | ---- | ---- | ---- | ---- |
| Mistrovství světa | —    |      | —    |      | 7.   |      | —    | —    |
| Asijské hry       |      |      |      | 1.   |      |      |      | 1.   |
| Mistrovství Asie  | —    | —    | —    |      | —    | —    | —    |      |
| Univerziáda       | —    |      |      |      | 1.   |      | —    |      |
| Akademické MS     |      | —    |      | —    |      |      |      |      |